# نوردلید

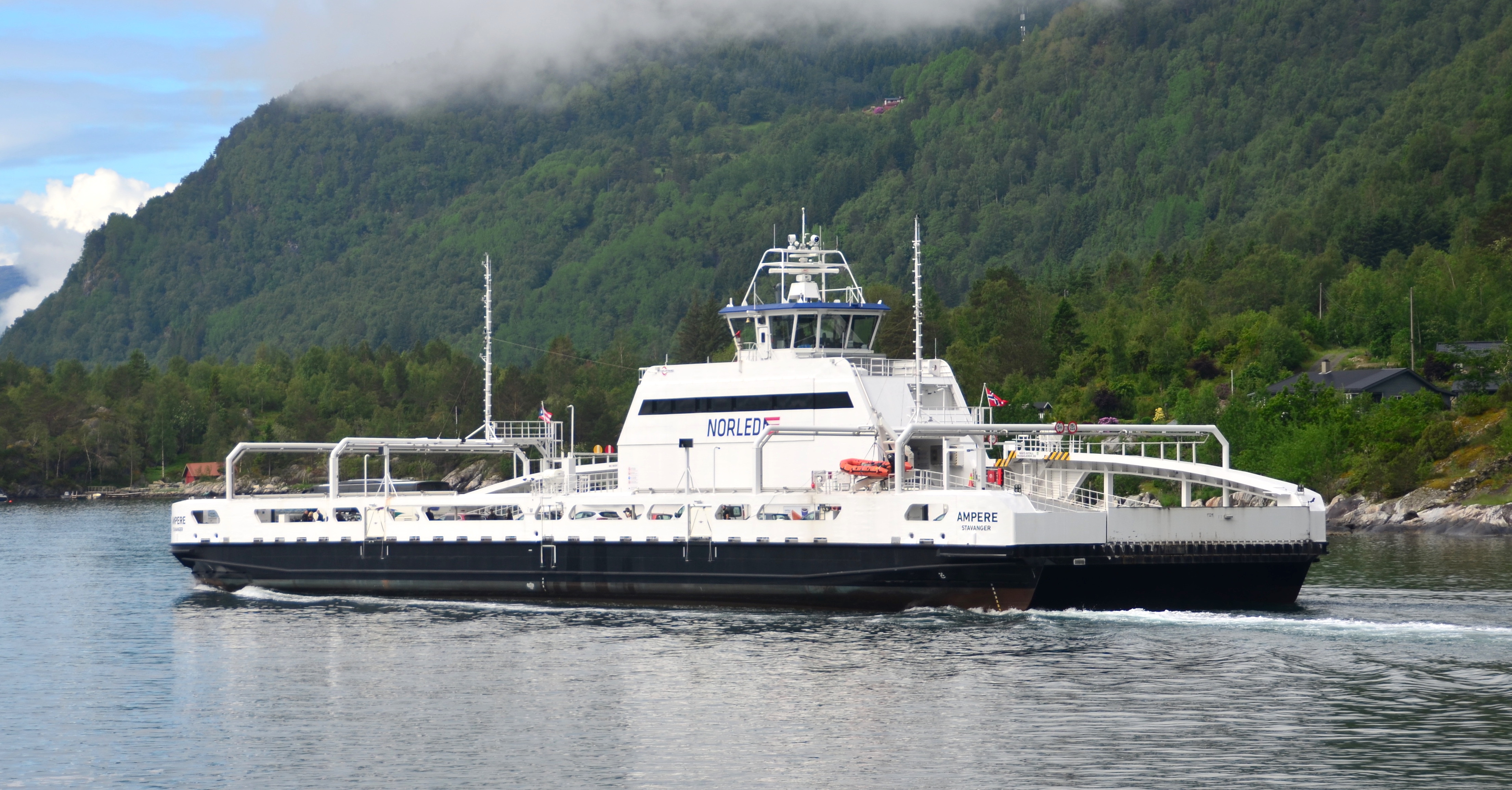
کشتی الکتریکی M/F Ampere در سوگنفیورد، ۲۰۱۷

نوردلید (انگلیسی: Norled) شرکت کشتیرانی نروژی است، که در سال ۲۰۰۷ تأسیس شد.